# Gryon laraichii
Gryon laraichii is een vliesvleugelig insect uit de familie van de Scelionidae. De wetenschappelijke naam van de soort is voor het eerst geldig gepubliceerd in 1979 door Mineo.